# Referendo em Palau em 2008
O referendo em Palau em 2008 ocorreu em 4 de novembro daquele ano, paralelamente às eleições gerais de Palau, para determinar os requisitos de cidadania para ocupação de cargos, a provisão governamental de escolas primárias e cuidados de saúde, a definição do casamento e limites de mandatos para o Parlamento.
Dentre as decisões deste referendo, ficou definido que o presidente não deve ser cidadão de outro país, eleição separada para presidente e vice-presidente, a possibilidade de naturalização para crianças adotadas, a necessidade de medidas afirmativas para preservação, proteção e promoção da herança, cultura, línguas, costumes e tradições palauenses, o casamento unicamente heterossexual, o fornecimento de educação e saúde públicas e a definição de águas territoriais.